# Novara Calcio 2018-2019
Questa voce raccoglie le informazioni riguardanti il Novara Calcio nelle competizioni ufficiali della stagione 2018-2019.

## Stagione
Dopo aver lungamente sperato nei ripescaggi, il Novara si ritrova nuovamente a dover affrontare il campionato di Serie C. Il calciomercato estivo vede partire gran parte dei protagonisti della stagione precedente, tra cui i giovani Montipò e Dickmann, e contestualmente l'arrivo di diversi giocatori esperti della categoria come Andrea Sbraga e Pietro Visconti, mentre la panchina è affidata a William Viali. Tra le entrate si segnalano anche i ritorni di Daniele Buzzegoli e Pablo González, che si erano già vestiti di azzurro nelle precedenti stagioni in Serie B. Gli azzurri disputano un campionato al di sotto delle aspettative, assestandosi già dalle prime giornate in una zona di centro classifica, complice anche un grande numero di pareggi. Ben diverso sarà il cammino in Coppa Italia che si fermerà sorprendentemente agli ottavi di finale contro la Lazio, dopo le vittorie nei turni precedenti contro le più quotate Perugia, Brescia e Pisa. Il Novara conclude la stagione al 9º posto, uscendo al secondo turno dei playoff contro l'Arezzo.

## Divise e sponsor
Il fornitore ufficiale di materiale tecnico per la stagione 2018-2019 è Boxeur Des Rues, mentre gli sponsor di maglia sono Banca Popolare di Novara (main sponsor), Gruppo Comoli Ferrari (co-sponsor) e Gorgonzola Igor (nel retro sotto la numerazione).
| 1ª divisa | 2ª divisa | 3ª divisa |

## Rosa
Aggiornata al 14 settembre 2018.
| N. |                       | Ruolo | Calciatore          |
| -- | --------------------- | ----- | ------------------- |
| 1  | San Marino (bandiera) | P     | Elia Benedettini    |
| 2  | Italia (bandiera)     | D     | Angelo Tartaglia    |
| 3  | Italia (bandiera)     | D     | Davide Bove         |
| 4  | Italia (bandiera)     | C     | Nicolás Fonseca     |
| 5  | Argentina (bandiera)  | C     | Nicolás Schiavi     |
| 6  | Italia (bandiera)     | D     | Marco Chiosa        |
| 7  | Italia (bandiera)     | A     | Jacopo Manconi      |
| 8  | Italia (bandiera)     | C     | Daniele Sciaudone   |
| 9  | Italia (bandiera)     | A     | Umberto Eusepi      |
| 10 | Italia (bandiera)     | A     | Diego Peralta       |
| 12 | Italia (bandiera)     | P     | Michele Di Gregorio |
| 13 | Italia (bandiera)     | D     | Pietro Visconti     |
| 14 | Brasile (bandiera)    | C     | Ronaldo             |
| 15 | Italia (bandiera)     | A     | Nicolò Vai          |
| 16 | Italia (bandiera)     | C     | Tommaso Bianchi     |

| N. |                    | Ruolo | Calciatore         |
| -- | ------------------ | ----- | ------------------ |
| 17 | Italia (bandiera)  | D     | Gennaro Armeno     |
| 18 | Italia (bandiera)  | A     | Gianluca Sansone   |
| 19 | Italia (bandiera)  | D     | Davide Cinaglia    |
| 20 | Italia (bandiera)  | C     | Filippo Nardi      |
| 21 | Italia (bandiera)  | A     | Daniele Cacia      |
| 22 | Italia (bandiera)  | P     | Filippo Marricchi  |
| 23 | Italia (bandiera)  | D     | Paolo Migliavacca  |
| 24 | Romania (bandiera) | A     | Andrei Cordea      |
| 25 | Italia (bandiera)  | A     | Nigel Kyeremetang  |
| 26 | Italia (bandiera)  | D     | Andrea Sbraga      |
| 27 | Cipro (bandiera)   | A     | Danil Paroutis     |
| 28 | Italia (bandiera)  | A     | Marco Zunno        |
| 29 | Italia (bandiera)  | C     | Alessandro Mallamo |
| 30 | Italia (bandiera)  | C     | Luca Cattaneo      |

## Risultati

### Serie C

#### Girone di andata
| Pontedera 28 novembre 2018, ore 20:30 CET 1ª giornata | Pontedera          | 0 – 0 referto | Novara | Stadio Ettore Mannucci (570 spett.)\| Arbitro: \| D'Ascanio (Ancona) \| |
| Arbitro:                                              | D'Ascanio (Ancona) |               |        |                                                                         |

| Arbitro: | Rossetti (Ancona) |

|  |           |          |
|  | Marcatori | 18’ Cais |

| Arbitro: | Petrella (Viterbo) |

|  |           |                           |
|  | Marcatori | 78’ T. Bianchi 84’ Eusepi |

| Arbitro: | Meraviglia (Pistoia) |

|          |           |                   |
| Cacia 1’ | Marcatori | 18’ (rig.) Bunino |

| Arbitro: | Guida (Torre Annunziata) |

|  |           |                           |
|  | Marcatori | 51’, 59’ Cacia 89’ Eusepi |

| Arbitro: | Meleleo (Casarano) |

|                                     |           |                             |
| Tavano 56’, 81’ Caccavallo 61’, 89’ | Marcatori | 21’ Cattaneo 95’ G. Sansone |

| Arbitro: | Pashuku (Albano Laziale) |

|  |           |                 |
|  | Marcatori | 82’ Mastroianni |

| Arbitro: | Longo (Paola) |

|  |           |                |
|  | Marcatori | 7’, 14’ Eusepi |

| 28 ottobre 2018 9ª giornata | Novara | – Gara annullata per l'esclusione del Pro Piacenza dal campionato. | Pro Piacenza |  |

| Arbitro: | Marcenaro (Genova) |

|                       |           |                  |
| Gladestony 21’ (Rig.) | Marcatori | 35’ (Rig.) Cacia |

| Arbitro: | Paterna (Teramo) |

|                     |           |                        |
| T. Bianchi 46’, 94’ | Marcatori | 53’ Brunori 90’ Cutolo |

| Cuneo 18 novembre 2018, ore 14.30 CET 12ª giornata | Cuneo          | 0 – 0 referto | Novara | Stadio Fratelli Paschiero (450 spett.)\| Arbitro: \| Cudini (Fermo) \| |
| Arbitro:                                           | Cudini (Fermo) |               |        |                                                                        |

| Novara 25 novembre 2018, ore 14.30 CET 13ª giornata | Novara          | 0 – 0 referto | Gozzano | Stadio Silvio Piola (3511 spett.)\| Arbitro: \| Moriconi (Roma) \| |
| Arbitro:                                            | Moriconi (Roma) |               |         |                                                                    |

| Arbitro: | Feliciani (Teramo) |

|              |           |          |
| Caturano 46’ | Marcatori | 81’ Bove |

| Arbitro: | Maggio (Lodi) |

|                          |           |                               |
| Ronaldo 31’ Cinaglia 36’ | Marcatori | 84’ Sorrentino 88’ Bortolussi |

| Arbitro: | Nicoletti (Mestre) |

|             |           |            |
| De Luca 41’ | Marcatori | 87’ Eusepi |

| Arbitro: | Panettella (Bari) |

|                                                    |           |  |
| Cacia 4’ (Rig.), 35’ (Rig.) Schiavi 10’ Eusepi 51’ | Marcatori |  |

| Arbitro: | Tremolada (Monza) |

|             |           |             |
| Guberti 86’ | Marcatori | 37’ Schiavi |

| Arbitro: | Santoro (Messina) |

|                |           |                           |
| Cacia 18’, 86’ | Marcatori | 7’ M. Marconi 33’ Masucci |

#### Girone di ritorno
| Arbitro: | Maranesi (Ciampino) |

|           |           |  |
| Eusepi 5’ | Marcatori |  |

| Arbitro: | Fiero (Pistoia) |

|  |           |           |
|  | Marcatori | 17’ Cacia |

| Arbitro: | Kumara (Verona) |

|                           |           |  |
| Schiavi 55’ Buzzegoli 61’ | Marcatori |  |

| Arbitro: | Zufferli (Udine) |

|              |           |                  |
| Kastanos 43’ | Marcatori | 66’ (rig.) Cacia |

| Novara 3 febbraio 2019, ore 18.30 CET 24ª giornata | Novara         | 0 – 0 referto | Piacenza | Stadio Silvio Piola (2818 spett.)\| Arbitro: \| Curti (Milano) \| |
| Arbitro:                                           | Curti (Milano) |               |          |                                                                   |

| Arbitro: | Marcenaro (Genova) |

|              |           |                              |
| Visconti 77’ | Marcatori | 37’ K. Piscopo 89’ Maccarone |

| Arbitro: | Ricci (Firenze) |

|            |           |  |
| Le Noci 6’ | Marcatori |  |

| Arbitro: | Feliciani (Teramo) |

|            |           |              |
| Eusepi 49’ | Marcatori | 39’ Luperini |

| 24 febbraio 2019 28ª giornata | Pro Piacenza | 0 – 3 Punteggio assegnato a tavolino per l'esclusione del Pro Piacenza dal torneo. | Novara |  |

| Arbitro: | Vigile (Cosenza) |

|                                         |           |               |
| Mammarella 9’ (aut.) Cacia 90+5’ (rig.) | Marcatori | 77’ Crescenzi |

| Arbitro: | Marchetti (Ostia Lido) |

|                   |           |               |
| Cutolo 31’ (rig.) | Marcatori | 59’ Tartaglia |

| Arbitro: | Panettella (Bari) |

|            |           |                                       |
| Stoppa 88’ | Marcatori | 40’ (aut.) Rigione 45’ Kanis 63’ Said |

| Vercelli 24 marzo 2019, ore CEST 32ª giornata | Gozzano                  | 0 – 0 referto | Novara | Stadio Silvio Piola (1.000 spett.)\| Arbitro: \| Pashuku (Albano Laziale) \| |
| Arbitro:                                      | Pashuku (Albano Laziale) |               |        |                                                                              |

| Arbitro: | Ayroldi (Molfetta) |

|             |           |                                        |
| Mallamo 47’ | Marcatori | 61’ (rig.) Caturano 86’ (rig.) Mancosu |

| Arbitro: | Lorenzin (Castelfranco Veneto) |

|  |           |             |
|  | Marcatori | 33’ Schiavi |

| Arbitro: | Fontani (Siena) |

|  |           |             |
|  | Marcatori | 67’ Santini |

| Arbitro: | Petrella (Viterbo) |

|                    |           |                           |
| Ragatzu 71’ (rig.) | Marcatori | 29’ Gonzalez 52’ Visconti |

| Arbitro: | Maggio (Lodi) |

|                                  |           |                             |
| Gonzalez 40’ Eusepi 90+4’ (rig.) | Marcatori | 39’ M. Romagnoli 72’ Cianci |

| Arbitro: | De Angeli (Abbiategrasso) |

|                              |           |  |
| Minesso 12’, 24’ (rig.), 55’ | Marcatori |  |

### Playoff
| Arbitro: | Robilotta (Sala Consilina) |

|  |           |           |
|  | Marcatori | 79’ Cacia |

| Arbitro: | Amabile (Vicenza) |

|                        |           |                        |
| Foglia 56’ Brunori 71’ | Marcatori | 73’ Ronaldo 81’ Eusepi |

### Coppa Italia

#### Turni eliminatori
| Arbitro: | Dionisi (L'Aquila) |

|          |           |                                  |
| Vido 72’ | Marcatori | 4’ Stoppa 34’ Schiavi 86’ Simeri |

| Arbitro: | Piccinini (Forlì) |

|                                                      |                      |                                           |
| A. Donnarumma 10’ Torregrossa 58’ (rig.)             | Marcatori            | 70’ (rig.) Schiavi 80’ Sciaudone          |
| L. Morosini Gastaldello A. Donnarumma F. Curcio Ndoj | Tiri di rigore 4 – 5 | Visconti Sciaudone Maniero Ronaldo Simeri |

| Arbitro: | Illuzzi (Molfetta) |

|                                    |           |                         |
| Peralta 22’ Bove 53’ Manconi 90+1’ | Marcatori | 16’ M. Marconi 72’ Lisi |

### Fase finale
| Arbitro: | Abbattista (Molfetta) |

|                                                           |           |                   |
| Luis Alberto 12’ Immobile 20’, 35’ Milinković-Savić 45+3’ | Marcatori | 49’ (rig.) Eusepi |

### Coppa Italia Serie C
| Arbitro: | Pascarella (Nocera Inferiore) |

|         |           |  |
| Lora 7’ | Marcatori |  |

## Statistiche

### Statistiche di squadra
| Competizione         | Punti | In casa | In casa | In casa | In casa | In casa | In casa | In trasferta | In trasferta | In trasferta | In trasferta | In trasferta | In trasferta | Totale | Totale | Totale | Totale | Totale | Totale | D.R. |
| Competizione         | Punti | G       | V       | N       | P       | GF      | GS      | G            | V            | N            | P            | GF           | GS           | G      | V      | N      | P      | GF     | GS     | D.R. |
| -------------------- | ----- | ------- | ------- | ------- | ------- | ------- | ------- | ------------ | ------------ | ------------ | ------------ | ------------ | ------------ | ------ | ------ | ------ | ------ | ------ | ------ | ---- |
| Serie C              | 50    | 18      | 4       | 8       | 6       | 22      | 21      | 19           | 7            | 9            | 3            | 22           | 15           | 37     | 11     | 17     | 9      | 44     | 36     | +8   |
| Coppa Italia         | -     | 1       | 1       | 0       | 0       | 3       | 2       | 3            | 1            | 1            | 1            | 6            | 7            | 4      | 2      | 1      | 1      | 9      | 9      | 0    |
| Coppa Italia Serie C | -     | 0       | 0       | 0       | 0       | 0       | 0       | 1            | 0            | 0            | 1            | 0            | 1            | 1      | 0      | 0      | 1      | 0      | 1      | -1   |
| Totale               | 50    | 19      | 5       | 8       | 6       | 25      | 23      | 23           | 8            | 10           | 5            | 28           | 23           | 42     | 13     | 18     | 11     | 53     | 46     | +7   |